# Cardito
Cardito – miasto i gmina we Włoszech, w regionie Kampania, w prowincji Neapol.
Według danych na rok 2004 gminę zamieszkiwało 22 395 osób (2019), 6642 os./km².